# El Pinal, Chiapas
El Pinal är en ort i Mexiko.   Den ligger i kommunen Tapachula och delstaten Chiapas, i den sydöstra delen av landet, 900 km sydost om huvudstaden Mexico City. El Pinal ligger 2 433 meter över havet och antalet invånare är 575.
Terrängen runt El Pinal är huvudsakligen bergig, men åt nordväst är den kuperad. Runt El Pinal är det ganska tätbefolkat, med 172 invånare per kvadratkilometer. Närmaste större samhälle är Motozintla de Mendoza, 17,6 km norr om El Pinal. I omgivningarna runt El Pinal växer i huvudsak städsegrön lövskog.